# Ipswich Town Football Club
L'Ipswich Town Football Club è una società calcistica inglese di Ipswich. Nella stagione 2025-2026 milita in Championship, la seconda divisione del campionato inglese.
Disputa le proprie partite casalinghe a Portman Road, impianto da 30 311 posti a sedere.
Fondato nel 1878, l'Ipswich Town ottenne ufficialmente lo status da professionista nel 1936. Nella stagione 1961-1962, all'esordio assoluto in massima serie, vinse il primo e, ad oggi, unico campionato della sua storia. Il periodo di maggior successo del club fu però tra la fine degli anni settanta e l'inizio degli anni ottanta, sotto la guida di Sir Bobby Robson, quando vinse la FA Cup (1977-1978) e la Coppa UEFA (1980-1981).

## Storia

### Gli inizi
Il club fu fondato nel 1878 come squadra amatoriale con il nome di Ipswich A.F.C., per assumere, nel 1888, la denominazione di Ipswich Town Football Club in occasione della fusione con l'Ipswich Rugby Club. Inizialmente iscritto in tornei locali (la Suffolk Challenge Cup e la Suffolk Senior Cup), a partire dal 1907 l'Ipswich Town militò in Southern Amateur League, vincendola quattro volte (la prima volta nella stagione 1921-22), mentre nel 1936 ottenne lo status di club professionale.
Al termine della stagione 1937-38, con la promozione in Division Three, l'Ipswich fu iscritto in Football League. I Tractor Boys militarono in terza categoria per tutti gli anni quaranta, fino alla stagione 1954-55, al termine della quale furono promossi in Second Division dopo aver vinto il campionato.

### L'era di Alf Ramsey
L'esordio in seconda categoria dell'Ipswich si concluse con la retrocessione e con l'esonero dell'allenatore Scott Duncan, il cui posto fu preso da Alf Ramsey, che riportò subito la squadra in seconda serie. Al termine della stagione 1960-61, concludendo il campionato al primo posto, l'Ipswich fu promosso in First Division. Il debutto dei Tractor Boys in massima serie fu trionfale: dopo aver disputato buona parte del campionato a ridosso delle prime posizioni, nelle ultime dieci giornate gli uomini di Ramsey si inserirono nella lotta per il titolo, aggiudicandoselo all'ultima giornata. Alla vittoria del campionato seguì tuttavia un periodo di declino: al termine della stagione successiva, dopo l'eliminazione in Coppa dei Campioni da parte del Milan, Ramsey abbandonò la squadra lasciando il posto a Jackie Milburn, che rimase una sola stagione in cui la squadra retrocesse in Second Division subendo 121 goal in campionato.

### Il periodo d'oro con Bobby Robson
1. Paul Cooper
2. Mick Mills
3. Russell Osman
4. Terry Butcher
5. Steve McCall
6. Frans Thijssen
7. John Wark
8. Arnold Mühren
9. Paul Mariner
10. Alan Brazil
11. Eric Gates
  -  Bobby Robson

Al termine del campionato fu assunto Bill McGarry che al termine della stagione 1967-68 riportò la squadra in massima divisione vincendo il campionato di stretta misura sul QPR. Nel gennaio del 1969 a McGarry subentrò Bobby Robson che, a partire dal 1973, con un quarto posto in campionato che valse l'accesso per la Coppa UEFA, inaugurò il secondo periodo di maggior successo della squadra. La squadra, forte di giocatori come John Wark, Paul Mariner, Arnold Mühren, Frans Thijssen e Terry Butcher, raggiunse l'apice di questo periodo tra la fine degli anni settanta e l'inizio degli anni ottanta, con la vittoria nella Fa Cup nel 1977-78 e della Coppa UEFA nel 1980-81 e con due secondi posti consecutivi ottenuti nelle stagioni 1980-81 e 1981-82. Alla fine di quest'ultima stagione, Robson lasciò la squadra per divenire commissario tecnico della nazionale inglese. Il suo posto fu preso da Bobby Ferguson, sotto la cui guida l'Ipswich conobbe un calo nelle prestazioni fino a retrocedere al termine della stagione 1985-86.

### Il debutto in Premier League
Ferguson rimase sulla panchina dell'Ipswich anche nella stagione successiva, ma si dimise dopo aver fallito la promozione ai playoff. Dopo un periodo interlocutorio con John Duncan, a partire dal 1990 la squadra fu allenata dall'ex manager del West Ham Utd John Lyall che vinse nella stagione 1991-92 la Second Division, facendo dell'Ipswich uno dei club fondatori della Premier League. I Tractor Boys rimasero in massima serie per due stagioni: il primo anno, dopo un buon inizio, la squadra calò e concluse alla sedicesima posizione, mentre la stagione successiva retrocesse in First Division nonostante l'avvicendamento in panchina di George Burley con Lyall.

### Tra l'Europa e la seconda divisione
Dopo tre promozioni mancate ai playoff, l'Ipswich tornò in massima serie nel 2000. Nella stagione 2000-01 l'Ipswich disputò il proprio campionato navigando nelle prime posizioni, lottando fino all'ultima giornata per la qualificazione in Champions League. Nella stagione successiva la squadra, pur confermando l'accesso in Coppa UEFA grazie al premio Fair Play della UEFA, retrocesse in First Division. La retrocessione significò l'inizio della crisi economica della società, che fu posta sotto amministrazione controllata fino alla stagione 2003-04. Intanto la squadra, allenata a partire dal 2002 da Joe Royle, continuava a disputare, nonostante la crisi economica, dei campionati di livello medio-alto, fallendo per due stagioni consecutive la promozione ai playoff per mano del West Ham Utd, che in entrambe le occasioni eliminò i Tractor Boys in semifinale.
Nel maggio 2006, dopo il quindicesimo posto finale, Royle si dimise in favore di Jim Magilton, che alla sua prima stagione condusse i Tractor Boys al quattordicesimo posto. All'inizio della stagione 2007-08, al termine della quale la squadra raggiunse l'ottavo posto, l'imprenditore Marcus Evans divenne proprietario e azionista di maggioranza della società, avendola acquistata per 44 milioni di sterline.

### Tra seconda e terza serie e ritorno in Premier League
Il 13 aprile 2019, l'Ipswich retrocede in League One con 4 giornate d'anticipo. Il 7 aprile 2021 Gamechanger (il veicolo di investimento guidato dall’uomo d’affari di Los Angeles Brett Johnson) acquisisce la proprietà del club, subentrando all'imprenditore Marcus Evans. 
Dopo tre mancate qualificazioni ai play-off, i Tractor Boys chiudono la stagione 2022-2023 al secondo posto, ottenendo la promozione in Championship. 
Nella stagione successiva la squadra fa ancora meglio, conseguendo la promozione in Premier League grazie al secondo posto dietro al Leicester, assicurato all'ultima giornata mediante la vittoria contro l'Huddersfield. I Tractor Boys diventano la prima squadra inglese dopo il Southampton (nel 2012) a compiere il doppio salto dalla terza alla prima serie nel giro di due sole stagioni.
Tuttavia, la permanenza nella serie massima fu breve, tanto che il 26 aprile 2025 una sconfitta esterna contro il Newcastle sancisce la retrocessione in Championship dei "Tractor Boys".

## Colori e simboli

### Colori
Per una storia completa delle divise da gioco, consulta l' Historical Football Kits Site.
I colori ufficiali della maglia dell'Ipswich Town sono il blu ed il bianco.
| 1881/82 | 1888/1934 | 1934/64 | 1964/77 | 1977/89 |

### Simboli

Stemma

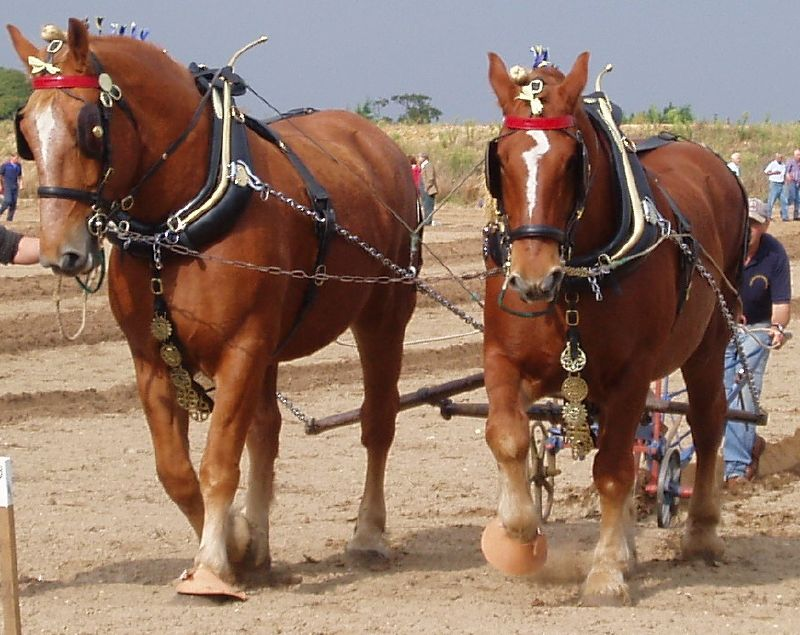
Suffolk Punch

Il simbolo dell'Ipswich Town Football Club è composto da uno "scudo" contenente un cavallo bianco da tiro, il "Suffolk Punch" una razza locale di cavallo, e la dicitura del club. Fu adottato nel 1972 a seguito di un concorso e nel tempo ha avuto vari restyling mantenendo sempre la stessa conformazione a "scudo merlato" (come le torri medioevali) con la tonalità di blu preminente alternata dal giallo oro o dal rosso. L'unico cambiamento grafico consiste nella resa grafica del cavallo, reso più somigliante al Suffolk Punch.
Precedentemente il simbolo della squadra consisteva nello stemma della città di Ipswich, uno scudo contenente nella parte superiore lettere gotiche ed un vascello stilizzato (Ipswich è una "città-porto") con al centro un elmo medioevale ed un secondo scudo diviso compositivamente in due campi, metà contenente un leone rampante e nell'altra metà con tre porzioni di navi, il tutto fiancheggiato da due cavallucci marini, fu riportato nelle maglie dal 1933 al 1957. Dal 1965 la parte centrale dello stemma (il leone e le navi) venne riportata nelle maglie fino al 1972.

## Strutture

### Stadio
L'Ipswich Town gioca le proprie partite casalinghe a Portman Road dal 1884, attivo già come campo di cricket dal 1855.

## Società

### Organigramma societario
Dopo la retrocessione la società attraversò una grave crisi economica che costrinse la proprietà ad abbandonare e a lasciare la squadra sull'orlo del fallimento sommersa dai debiti. Dopo varie vicissitudini e il rischio di scomparire dal calcio, la storica società viene acquistata dalla multinazionale Corazio CC (di proprietà peraltro di un imprenditore italiano, Mr. Ciampelletti) e alla presidenza viene posto il duca di Ipswich David Sheepshanks, che non possiede alcuna azione del team, interamente di proprietà dei Canadesi.

### Sponsor
| Cronologia degli sponsor tecnici - 1975-1977 Umbro - 1977-1989 Adidas - 1989-1995 Umbro - 1995-1997 Core - 1997-2007 Punch - 2007-2014 Mitre - 2014-2022 Adidas - 2022-oggi Umbro | Cronologia degli sponsor ufficiali - 1981-1985 Pioneer - 1985-1986 Radio Orwell - 1986-1995 Fisons - 1995-2001 Greene King - 2001-2003 TXU energi - 2003-2006 Powergen - 2006-2008 E-on - 2008-2018 Marcus Evans - 2018-2019 Magical Vegas - 2019-2021 Carers Trust - 2021-oggi Ed Sheeran |

## Diffusione nella cultura di massa
Alcuni giocatori della squadra parteciparono nel 1981 al film di guerra Fuga per la vittoria con Pelé e Sylvester Stallone, tra cui il portiere Paul Cooper (come controfigura dello stesso Stallone), John Wark nella parte di Arthur Hayes, Russell Osman impersonando Doug Clure, Laurie Sivell nella parte del portiere tedesco Schmidt, Kevin Beattie come controfigura di Michael Caine e Kevin O'Callaghan impersonando Tony Lewis.

## Allenatori
| Mick O'Brien           | 1936 | 1937 | 39  | 25  | 9   | 5   | 64,1 |
| Scott Duncan           | 1937 | 1955 | 505 | 205 | 113 | 187 | 40,6 |
| Alf Ramsey             | 1955 | 1963 | 369 | 176 | 75  | 118 | 47,7 |
| Jackie Milburn         | 1963 | 1964 | 56  | 11  | 12  | 33  | 19,6 |
| Jimmy Forsyth (int.)   | 1964 | 1964 | 7   | 2   | 2   | 3   | 28,6 |
| Bill McGarry           | 1964 | 1968 | 196 | 80  | 62  | 54  | 40,8 |
| Cyril Lea (int.)       | 1968 | 1969 | 7   | 3   | 0   | 4   | 42,9 |
| Bobby Robson           | 1969 | 1982 | 709 | 316 | 173 | 220 | 44,6 |
| Bobby Ferguson         | 1982 | 1987 | 258 | 97  | 61  | 100 | 37,6 |
| John Duncan            | 1987 | 1990 | 161 | 73  | 29  | 59  | 45,3 |
| John Lyall             | 1990 | 1994 | 231 | 77  | 75  | 79  | 33,3 |
| Paul Goddard (int.)    | 1994 | 1994 | 4   | 0   | 2   | 2   | 0,0  |
| George Burley          | 1994 | 2002 | 413 | 188 | 96  | 129 | 45,5 |
| Tony Mowbray (int.)    | 2002 | 2002 | 4   | 1   | 1   | 2   | 25,0 |
| Joe Royle              | 2002 | 2006 | 189 | 81  | 48  | 60  | 42,9 |
| Jim Magilton           | 2006 | 2009 | 143 | 55  | 39  | 49  | 38,5 |
| Roy Keane              | 2009 | 2011 | 81  | 28  | 25  | 28  | 34,6 |
| Ian McParland (int.)   | 2011 | 2011 | 2   | 1   | 0   | 1   | 50,0 |
| Paul Jewell            | 2011 | 2012 | 86  | 30  | 18  | 38  | 34,9 |
| Chris Hutchings (int.) | 2012 | 2012 | 1   | 0   | 0   | 1   | 0,0  |
| Mick McCarthy          | 2012 | 2018 | 279 | 105 | 78  | 96  | 37,6 |
| Bryan Klug (int.)      | 2018 | 2018 | 4   | 1   | 1   | 2   | 25,0 |
| Paul Hurst             | 2018 | 2018 | 14  | 1   | 7   | 6   | 7,1  |
| Bryan Klug (int.)      | 2018 | 2018 | 1   | 0   | 0   | 1   | 0,0  |
| Paul Lambert           | 2018 | 2021 | 113 | 37  | 28  | 48  | 32,7 |
| Paul Cook              | 2021 | 2021 | 44  | 13  | 17  | 14  | 29,5 |
| John McGreal (int.)    | 2021 | 2021 | 4   | 0   | 2   | 2   | 0,0  |
| Kieran McKenna         | 2021 | Oggi | 79  | 44  | 23  | 12  | 55,7 |

- Aggiornata alla stagione 2022-23

## Palmarès

### Competizioni nazionali
- Campionato inglese: 1

1961-1962
- Coppa d'Inghilterra: 1

1977-1978
- Campionato inglese di seconda divisione: 3

1960-1961, 1967-1968, 1991-1992
- Third Division South: 2

1953-1954, 1956-1957
- Southern Football League: 1

1936-1937

### Competizioni internazionali
- Coppa UEFA: 1

1980-1981
- Texaco Cup: 1

1972-1973

### Competizioni giovanili
- FA Youth Cup: 3

1972-1973, 1974-1975, 2004-2005
- Milk Cup: 1

2022 (Under-18)

## Statistiche e record

### Partecipazioni ai campionati
Alla stagione 2025-2026 il club ha partecipato ai seguenti campionati nazionali:
| Livello | Categoria       | Partecipazioni | Debutto   | Ultima stagione | Totale |
| ------- | --------------- | -------------- | --------- | --------------- | ------ |
| 1º      | First Division  | 21             | 1961-1962 | 1985-1986       | 27     |
| 1º      | Premier League  | 6              | 1992-1993 | 2024-2025       | 27     |
| 2º      | Second Division | 15             | 1954-1955 | 1991-1992       | 38     |
| 2º      | First Division  | 7              | 1995-1996 | 2003-2004       | 38     |
| 2º      | Championship    | 17             | 2004-2005 | 2025-2026       | 38     |
| 3º      | Third Division  | 11             | 1938-1939 | 1956-1957       | 15     |
| 3º      | League One      | 4              | 2019-2020 | 2022-2023       | 15     |

### Risultati nelle competizioni internazionali
| Competizione       | Trofeo | Debutto   | Ultima stagione | Miglior risultato | Partecipazioni | G  | V  | N  | P  | RF | RS |
| ------------------ | ------ | --------- | --------------- | ----------------- | -------------- | -- | -- | -- | -- | -- | -- |
| Coppa dei Campioni |        | 1962-1963 | 1962-1963       | Primo turno       | 1              | 4  | 3  | 0  | 1  | 16 | 5  |
| Coppa UEFA         |        | 1973-1974 | 2002-2003       | Vincitore         | 10             | 52 | 30 | 10 | 12 | 97 | 52 |
| Coppa delle Coppe  |        | 1978-1979 | 1978-1979       | Terzo Turno       | 1              | 6  | 3  | 2  | 1  | 6  | 3  |

## Tifoseria

### Gemellaggi e rivalità
La rivalità tradizionalmente più sentita dai tifosi dell'Ipswich è quella nei confronti del Norwich City, squadra contro la quale viene disputato il cosiddetto East Anglian Derby, considerata una delle inimicizie più sentite di tutto il calcio inglese.

## Organico

### Rosa 2025-2026
Rosa aggiornata al 12 agosto 2025
| N. |                        | Ruolo | Calciatore       |
| -- | ---------------------- | ----- | ---------------- |
| 2  | Inghilterra (bandiera) | D     | Harry Clarke     |
| 3  | Inghilterra (bandiera) | D     | Leif Davis       |
| 5  | Egitto (bandiera)      | C     | Sam Morsy        |
| 6  | Inghilterra (bandiera) | D     | Luke Woolfenden  |
| 7  | Galles (bandiera)      | C     | Wes Burns        |
| 8  | Inghilterra (bandiera) | C     | Kalvin Phillips  |
| 10 | Inghilterra (bandiera) | A     | Conor Chaplin    |
| 12 | Svezia (bandiera)      | C     | Jens Cajuste     |
| 13 | Scozia (bandiera)      | P     | Cieran Slicker   |
| 14 | Irlanda (bandiera)     | C     | Jack Taylor      |
| 15 | Australia (bandiera)   | D     | Cameron Burgess  |
| 18 | Inghilterra (bandiera) | D     | Ben Johnson      |
| 20 | Giamaica (bandiera)    | A     | Omari Hutchinson |
| 21 | Irlanda (bandiera)     | A     | Chiedozie Ogbene |

| N. |                         | Ruolo | Calciatore       |
| -- | ----------------------- | ----- | ---------------- |
| 22 | Inghilterra (bandiera)  | D     | Conor Townsend   |
| 23 | Irlanda (bandiera)      | C     | Samuel Szmodics  |
| 24 | Inghilterra (bandiera)  | D     | Jacob Greaves    |
| 25 | Australia (bandiera)    | C     | Massimo Luongo   |
| 26 | Irlanda (bandiera)      | D     | Dara O'Shea      |
| 27 | Inghilterra (bandiera)  | A     | George Hirst     |
| 28 | Inghilterra (bandiera)  | P     | Christian Walton |
| 33 | Galles (bandiera)       | A     | Nathan Broadhead |
| 40 | RD del Congo (bandiera) | D     | Axel Tuanzebe    |
| 47 | Inghilterra (bandiera)  | A     | Jack Clarke      |
|    | Inghilterra (bandiera)  | C     | Jaden Philogene  |
|    | Inghilterra (bandiera)  | P     | Alex Palmer      |
|    | Inghilterra (bandiera)  | A     | Chuba Akpom      |